# Samsung Galaxy J3 (2017)
El Samsung Galaxy J3 (2017) (también conocido como Galaxy J3 Pro) es un teléfono inteligente Android fabricado por Samsung Electronics lanzado en junio de 2017. 

## Especificaciones

### Hardware
El Galaxy J3 (2017) funciona con un SoC Exynos 7570 que incluye una CPU ARM Cortex-A53 de cuatro núcleos a 1,4 GHz, una GPU ARM Mali-T720MP2 con 1,5 (AT&T) o 2 GB de RAM y 16 GB de almacenamiento interno que se puede actualizado hasta 256 GB mediante tarjeta microSD. 
Tiene una pantalla TFT LCD de 5,0 pulgadas con una resolución HD Ready. La cámara trasera de 13 MP cuenta con apertura f/1.9, enfoque automático, flash LED, HDR y video Full HD. La cámara frontal tiene 5 MP, también con apertura f/2.2.

### Software
El J3 (2017) se lanzó originalmente con Android 7.0 "Nougat" y la interfaz de usuario Experience de Samsung. Una actualización a 8.0 "Oreo" estuvo disponible en agosto de 2018. A partir de agosto de 2019, estuvo disponible la última versión 9.0 "Pie", incluida One UI.